# Волгоградский автобус
Волгогра́дский авто́бус — система автобусного движения в Волгограде, открылось в 1931 году.
Эксплуатируется организациями МУП «Метроэлектротранс» и ООО «ВАП».

## История
При Советском Союзе в Сталинграде/Волгограде существовала развитая система автобусного движения, состоявшая из опорных, вспомогательных и туристических маршрутов. Подвижной состав в основном состоял из автобусов «ЛиАЗ» и «Ikarus».
После распада Советского Союза автотранспортные предприятия существенно сократили количество автобусных маршрутов и в связи с финансовыми проблемами перестали обновлять подвижной состав вплоть до 2000-х годов.
В августе 1999 года ПАТП № 7 переименовано в ГУП «ВО ПАТП № 7». В июле 2006 года решением Областной Администрации предприятие было передано в муниципальную собственность со всеми муниципальными маршрутами города. В августе 2006 года постановлением Администрации г. Волгограда автотранспортное предприятие было переименовано в МУП «ВПАТП №7».

В 2008 году муниципальное автотранспортное предприятие массово обновило подвижной состав на автобусы «ЛиАЗ-5256.26», но после второго массового обновления автобусов в 2015—2018 годах они были списаны или перенаправлены на дачные маршруты.

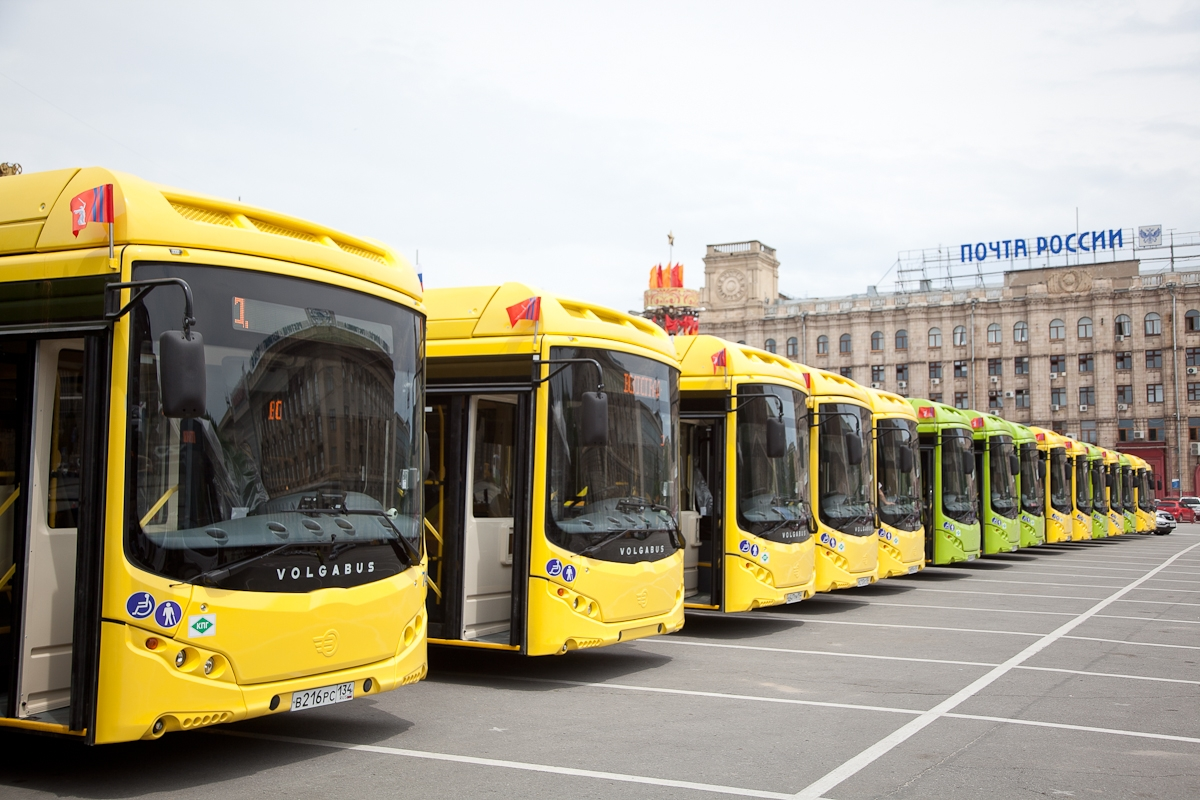
Презентация автобусов Volgabus-5270.G2 на Площади Павших Борцов в 2016 году

В декабре 2016 года было образовано новое автотранспортное предприятие ООО «Волгоградский автобусный парк», входящее в компанию «Питеравто» и 1 февраля 2017 года начали полноценную работу семь опорных маршрутов: 
- 20: «Пл. им. Дзержинского – ул. Аллея Героев»
- 25: «Спартановка (улица Мясникова) – ТРЦ Акварель»
- 35: «Больничный комплекс – ул. им. Тулака»
- 55: «Юбилейный – 7-я больница»
- 65: «Жилгородок – ул. им. Тулака»
- 85: «Жилгородок – Кардиоцентр»
- 95: «Поселок ГЭС – ул. Тополевая»

В связи с пандемией коронавируса с 1 апреля по 29 июня 2020 года было временно приостановлено движение по многим автобусным маршрутам и отложен запуск дачных.
В октябре 2023 года ООО «Волгоградский автобусный парк» получила брутто-контракт на семь лет и 1 декабря 2023 года на шесть опорных маршрутов вышли новые автобусы Volgabus-5270.G4, закупленные по национальному проекту «Безопасные качественные дороги»:
- 6: «Железнодорожный вокзал — Аэропорт»
- 25: «Спартановка (улица Мясникова) – ТРЦ Акварель»
- 35: «Больничный комплекс – Речной порт»
- 55: «Клуб «Строитель» — Детский Центр»
- 59: «Спартановка (Школа №61) – Технологический колледж»
- 88: «Железнодорожный вокзал – Посёлок имени М. Горького»

Так же в конце октября 2023 года МУП «ВПАТП №7» получила 60 автобусов Volgabus-5270.G2 на сжиженном природном газе, и ещё 25 получила в феврале 2024 года.
В 2024 году МУП «ВПАТП №7» был присоединён к МУП «Метроэлектротранс». 

## Автобусные предприятия

### МУП «Метроэлектротранс»
- Автотранспортное Предприятие в Красноармейском районе (ул.Гремячинская, 76)
- Филиал «Тракторозаводский» в Тракторозаводском районе (ул.Гороховцев, 3)

### ООО «ВАП»
- Автотранспортное Предприятие в Дзержинском районе (пр. Дорожников, 2)

## Теракт 21 октября 2013 года

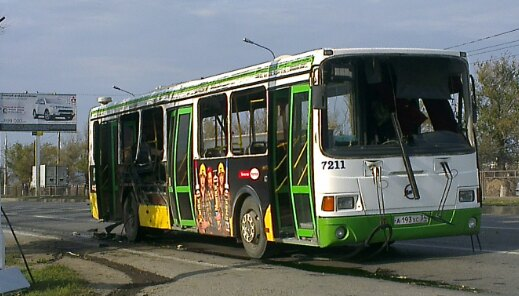
Автобус ЛиАЗ-5256.26 № 7211 после взрыва

Рядом с остановкой «Лесобаза» 21 октября 2013 года в 14:05 по московскому времени произошёл взрыв автобуса, следовавшего по маршруту 29 в Красноармейском районе Волгограда. Причиной взрыва стала детонация взрывного устройства, изготовленного из двух тротиловых шашек и двух гранат, начинённых поражающими элементами — шурупами и металлической стружкой. Мощность взрыва составила 500—600 г в тротиловом эквиваленте. В результате взрыва погибло 8 человек (включая террористку), ранено 37 человек (30 из них были госпитализированы). Также среди пострадавших числятся случайные прохожие и водители автомобилей, которые в момент взрыва находились рядом с автобусом.